# Snuba

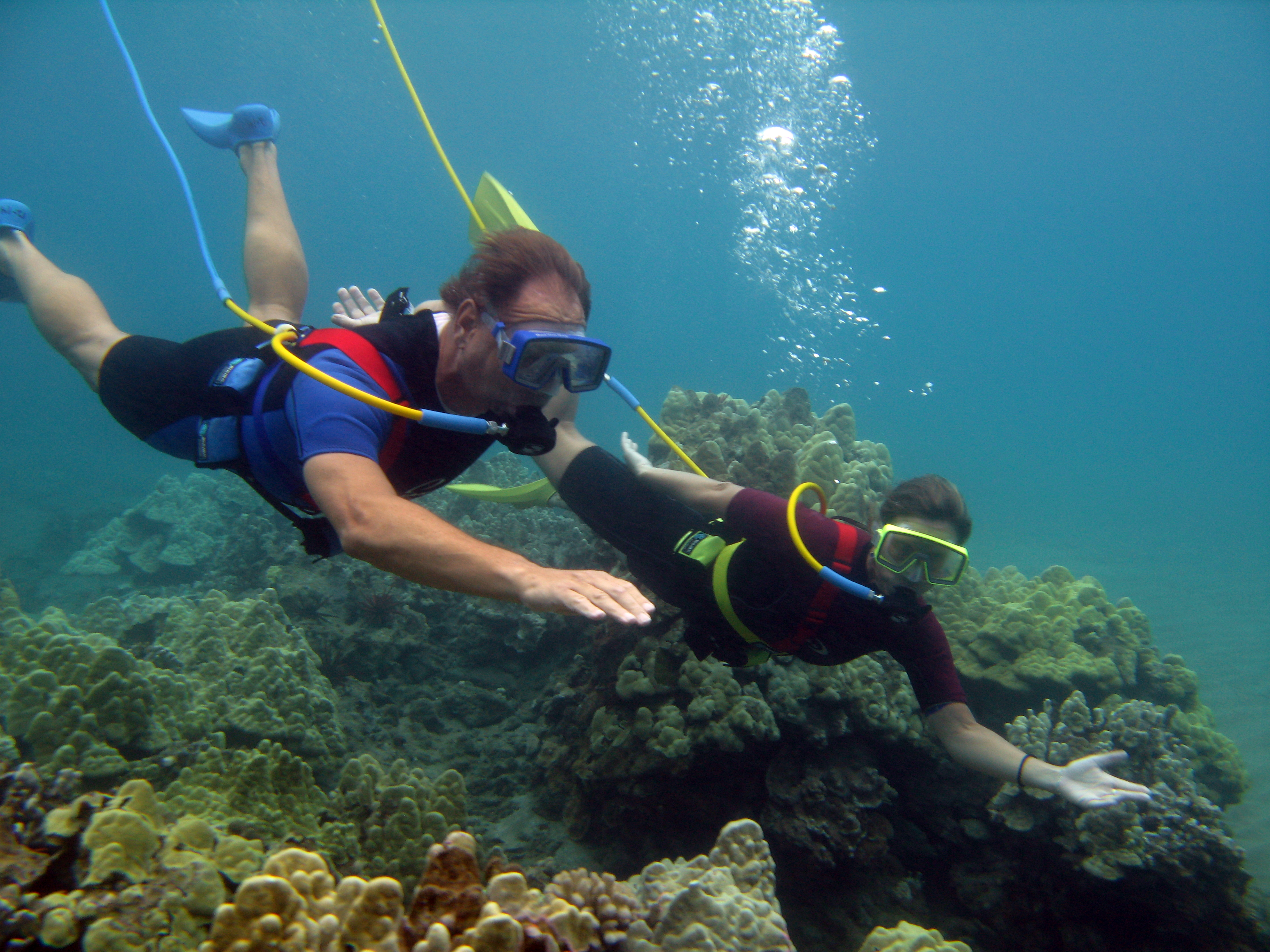
Snuba

Snuba es una marca registrada, propiedad de la empresa Snuba International, Inc. La palabra, contracción de los términos snorkel (del alemán Schnorchel) y SCUBA (sinónimo en inglés de buceo, por una patente depositada en 1952), designa un sistema de respiración submarina.
El nadador utiliza aletas, una máscara de buceo, plomos o aparejos y un regulador para respirar, como en el buceo autónomo; pero las botellas de aire comprimido se quedan en la superficie y se conectan al buzo mediante una manguera de varios metros de longitud. El snuba sirve a menudo como una forma introductoria de buceo, y puede practicarse sin necesidad de una certificación, pero sí en presencia de un guía profesional y certificado y tras una breve lección. 
Snuba International, Inc. desarrolló el sistema de snuba en 1988 y es el único productor y licenciante del sistema de buceo snuba. Este tipo de buceo es una actividad popular en sitios turísticos tropicales, como Hawái, Tailandia, el Caribe y México.

## Snuba en el Caribe mexicano
El parque eco-arqueológico de Xcaret, en el estado de Quintana Roo, México, es el mayor centro snuba en el mundo y es un buen lugar para disfrutar de snuba, ya que está situado en la costa caribeña de México, donde se encuentra el segundo arrecife más grande del mundo, por lo que ofrece al turista la oportunidad de conocer una gran variedad de especies marinas en un entorno de gran belleza y color. 
Xcaret cuenta con dos tours de snuba en el Caribe mexicano: El snuba de Bahía, que parte de la playa de Xcaret y se realiza a una profundidad aproximada de siete metros. El snuba de Arrecife se realiza en ‘Barracuda’, uno de los arrecifes cercanos a Xcaret, el cual cuenta con una gran variedad de peces tropicales y tortugas. 
El snuba también es popular porque no se requiere una experiencia previa de buceo; solo es necesario ser mayor de ocho años y tener nociones de natación. Esta es quizá uno de los factores de su popularidad como ‘primera experiencia’ bajo el agua. 

## Generalidades
El participante remolca la balsa en la superficie a través de un ligero arnés conectado a la línea de aire. Esto le da la certeza de que no podrá descender a una profundidad peligrosa, y le permitirá elegir la profundidad más cómoda, así como controlar el ritmo de ascenso y descenso. Mediante una manguera como una guía, y con el uso de aparejos o plomos para lograr una flotación neutral, los participantes pueden llegar a descender hasta siete metros bajo la superficie del mar. 
Los participantes pueden mantenerse conectados a la balsa en la superficie mediante un cordón que corre a lo largo de ésta por ambas partes, lo cual permite una respiración más cómoda al momento de descender, pero sobre todo, proporciona una sensación de seguridad: la certeza de que pueden subir a la balsa en el momento en que así lo deseen. 
El peso del equipo utilizado por los usuarios es solo ligeramente mayor al peso del cinturón; algo mucho más cómodo comparado con el equipo completo de buceo (scuba), que consiste en un compensador de flotabilidad, los pesos o aparejos, el cilindro, y que puede llegar a pesar casi 30 kilos. Aunque el equipo tiene un peso casi nulo bajo el agua, fuera de ésta, se convierte en un factor importante para las personas más débiles. 

## Precauciones
Sin embargo, esta misma ventaja significa un factor negativo ante las corrientes fuertes, la acción de las olas o la brisa, que pueden influir más determinantemente en los movimientos del buzo. Por ello es mejor practicar snuba en zonas donde el viento, el oleaje y las corrientes son insignificantes. 
Puesto que todos los tours de snuba se ofrecen con licencia de Snuba Inc., es muy poco probable que algún practicante sufra algún accidente a causa de las corrientes, olas o viento. 
Si la profundidad de un snuba de buceo se limita a siete metros, no hay posibilidades de sufrir alguna descompensación. Sin embargo, debido a que el practicante de snuba respira aire comprimido, hay riesgo de lesión o muerte cuando se asciende más de tres pies (91 centímetros) sin exhalar el aire de los pulmones. Este riesgo se evita fácilmente si el practicante mantiene una respiración normal y continua mientras asciende. De esto se informa oportunamente a los nadadores antes sumergirse en el agua, además de que el guía se mantiene pendiente de la respiración de las personas a su cargo a través de la liberación de burbujas de cada buzo.